# هاري هولغيت
هاري هولغيت هو صحفي وسياسي أسترالي، ولد في 5 ديسمبر 1933 في مايتلاند في أستراليا، وتوفي في 16 مارس 1997 في لاونسستون في أستراليا. نشط حزبياً في حزب العمال الأسترالي. وقد انتخب Speaker of the Tasmanian House of Assembly ‏ (27 مايو 1975 – 21 ديسمبر 1976) وانتخب Premier of Tasmania ‏ (11 نوفمبر 1981 – 26 مايو 1982) وانتخب عضو مجلس نواب تسمانيا ‏ عن دائرة Division of Bass (state) ‏ (26 يوليو 1974 – 1 فبراير 1992).